# Annales Bertiniani
Gli Annales Bertiniani, conosciuti anche come Annali di San Bertino, sono una cronaca franca relativa al periodo fra l'830 e l'882; prendono il nome dall'abbazia di San Bertino, nella cui biblioteca furono rinvenuti.

## Autore
È stato suggerito che gli annali siano stati scritti per la prima volta dagli scribi alla corte di Luigi il Pio. Non c'è dubbio che in seguito siano stati proseguiti come narrazione indipendente, fino a diventare in qualche modo emancipati dal potere imperiale a partire dai primi anni '40 dell'800, prima da Prudenzio di Troyes (†861) e poi da Incmaro di Reims (fino all'882), dal cui manoscritto perduto la loro tradizione dipende quasi interamente. Inoltre, vi sono forti indizi che il testo originale degli annali abbia subito almeno lievi modifiche sotto la supervisione di quest'ultimo.

## IRus'
Negli Annales Bertiniani è contenuto uno dei principali riferimenti al popolo dei Rus', che costituirono la prima entità statuale organizzata nella zona dell'attuale Russia occidentale, Ucraina e Bielorussia, ovvero la Rus' di Kiev. Viene narrato, infatti, di un gruppo di vichinghi, che si riferivano a sé stessi come Rus', reduci da un viaggio a Costantinopoli nell'838; temendo di ritornare al loro paese attraversando le steppe dell'Europa sudorientale, a causa della possibilità di attacchi dei Magiari, scelsero di passare molto ad occidente, attraversando la Germania.
Nei pressi di Magonza vennero interrogati dall'imperatore franco Luigi il Pio; risposero che il loro condottiero era conosciuto come chacanus (latinizzazione di khagan) e che venivano dalla Russia settentrionale, anche se la loro patria originaria era la Scandinavia. Questo riferimento contenuto degli Annales Bertiniani è uno dei pochi, reperibili in fonti storiche, che abbiano consentito di stabilire la lontana origine normanna della popolazione della Rus' di Kiev.

## Edizioni
- (LA) Annales Bertiniani, in Monumenta Germaniae Historica inde ab anno Christi quingentesimo usque ad annum millesimum et quingentesimum. Scriptores, vol. 1, edidit Georgius Heinricus Pertz, Hannoverae, impensis bibliopolii aulici Hahniani, 1826,  pp. 419-515.
- (LA) Annales Bertiniani, in Les Annales de Saint-Bertin et de Saint-Vaast, suivies de fragments d'une chronique inédite, publiées avec des annotations et les variantes des manuscrits, pour la Société de l'histoire de France, par l'abbé Chrétien Dehaisnes, À Paris, chez mme ve Jules Renouard, 1871,  pp. 1-292.
- (LA) Annales Bertiniani, recensuit G. Waitz, Hannoverae, impensis bibliopolii Hahniani, 1883 («Monumenta Germaniae Historica. Scriptores rerum Germanicarum in usum scholarum recusi»).
- (EN) The Annals of St-Bertin: Ninth-Century Histories, translated and annotated by Janet L. Nelson, Manchester, Manchester University Press, 1991, ISBN 0-7190-3425-6.